# Eventi sportivi nel 2020

## Atletica leggera
- 14 agosto – 17 ottobre: Diamond League 2020[1]
- 17 ottobre: Campionati del mondo di mezza maratona 2020,  Gdynia[2][3]

### Eventi rinviati al 2021
- Campionati del mondo under 20 di atletica leggera 2021,  Nairobi
- Campionati europei di corsa campestre 2021,  Dublino (precedentemente previsti il 13 dicembre 2020)

### Eventi rinviati al 2022
- Campionati del mondo a squadre di marcia 2022,  Minsk[4][5]

### Eventi rinviati al 2025
- Campionati del mondo di atletica leggera indoor 2025,  Nanchino (precedentemente previsti dal 13 al 15 marzo 2020)[6][7]

### Eventi annullati
- Campionati europei di atletica leggera 2020,  Parigi[8]
- Campionati europei under 18 di atletica leggera 2020,  Rieti (inizialmente previsti dal 16 al 19 luglio 2020, poi posticipati al 2021 e successivamente cancellati)[9][10]
- Campionati del mondo di corsa in montagna 2020,  Haría (inizialmente previsti il 13 e 14 novembre 2020)[11]

## Bob
- 18 novembre 2019 - 9 gennaio: Coppa Nordamericana di bob 2020
- 23 novembre 2019 - 1º febbraio: Coppa Europa di bob 2020
- 7 dicembre 2019 - 16 febbraio: Coppa del Mondo di bob 2020
- 4 gennaio: Campionati europei di bob 2020 (bob a quattro),  Winterberg
- 30 gennaio - 1º febbraio: Campionati europei juniores di bob 2020,  Innsbruck
- 8 - 9 febbraio: Campionati mondiali juniores di bob 2020,  Winterberg
- 14 e 16 febbraio: Campionati europei di bob 2020 (bob a due),  Sigulda
- 21 febbraio - 1º marzo: Campionati mondiali di bob 2020,  Altenberg

## Calcio
- 19 - 30 settembre: Coppa della federazione calcistica dell'Asia meridionale 2020,  Bangladesh

### Tornei rinviati al 2021
- Campionato europeo di calcio 2020 (inizialmente programmato dal 12 giugno al 12 luglio 2020)
- Campionato delle Nazioni Africane 2020,  Camerun (in origine previsti per il 4-25 marzo 2020)

### Tornei annullati
- Campionato europeo di calcio Under-17 2020,  Estonia
- Campionato europeo femminile Under 19 di calcio 2020,  Georgia
- Campionato mondiale femminile Under 17 di calcio 2020,  India
- Campionato mondiale femminile Under 20 di calcio 2020,  Costa Rica e  Panama
- Campionato europeo di calcio Under-19 2020,  Irlanda del Nord
- Campionato europeo femminile Under 17 di calcio 2020,  Svezia

## Calcio a 5
- 17 - 26 aprile: Coppa delle Nazioni Africane 2020,  Rabat
- 3 - 12 luglio: AFC Women's Futsal Championship 2020
- 12 settembre - 4 ottobre: FIFA Futsal World Cup 2020,  Lituania
- t.b.d.: AFC Futsal Championship 2020,  Turkmenistan[12][13]

## Canoa
- 18 - 20 settembre: Campionati europei di canoa slalom 2020,  Praga

### Eventi annullati
- Campionati europei di canoa/kayak sprint 2020,  Bascov

## Canottaggio
- 9 - 11 ottobre: Campionati europei di canottaggio 2020,  Poznań

### Eventi annullati
- Campionati del mondo di canottaggio 2020,  Bled (inizialmente previsti dal 16 al 23 agosto 2020)[14]

## Ciclismo

### BMX

#### Eventi annullati
- Campionati del mondo di BMX 2020,  Houston (inizialmente previsti dal 26 al 31 maggio 2020)[15]

### Ciclismo su pista
- 26 febbraio - 1º marzo: Campionati del mondo di ciclismo su pista 2020,  Berlino
- 19 - 23 agosto: Campionati del mondo di ciclismo su pista juniors 2020,  Il Cairo

### Ciclismo su strada
- 21 gennaio - 20 ottobre: UCI World Tour 2020
- 1º febbraio - 20 ottobre: UCI Women's World Tour 2020
- 27 giugno - 19 luglio: Tour de France 2020,  Francia
- 14 agosto - 6 settembre: Vuelta a España 2020,  Spagna
- 9 - 13 settembre: Campionati europei di ciclismo su strada 2020,  Italia Trento
- 3 - 25 ottobre: Giro d'Italia 2020,  Italia[16][17]

### Ciclocross
- 1º - 2 febbraio: Campionati del mondo di ciclocross 2020,  Dübendorf
- 7 - 8 novembre: Campionati europei di ciclocross 2020,  's-Hertogenbosch

## Curling

### Eventi annullati
- Campionato mondiale di curling femminile 2020,  Prince George (inizialmente previsto dal 14 al 22 marzo 2020)[18]
- Campionato mondiale di curling maschile 2020,  Glasgow (inizialmente previsto dal 28 marzo al 5 aprile 2020)[19]

## Football americano
- Campionato europeo A di football americano 2020 [20]
- Campionato europeo B di football americano 2019-2021

### Eventi annullati
- Campionato mondiale universitario di football americano 2020,  Székesfehérvár (inizialmente previsto dal 4 al 14 giugno 2020)[21]

## Ginnastica

### Ginnastica artistica
- 9 - 13 dicembre: XXXIV Campionati europei di ginnastica artistica maschile,  Mersin
- 17 - 20 dicembre: XXXIII Campionati europei di ginnastica artistica femminile,  Mersin

### Ginnastica ritmica
- 26 - 29 novembre: Campionati europei di ginnastica ritmica 2020,  Kiev

#### Eventi annullati
- 3 aprile - 12 luglio: Coppa del Mondo di ginnastica ritmica 2020

### Trampolino elastico

#### Eventi rinviati al 2021
- Campionati europei di trampolino elastico 2021,  Soči (precedentemente previsti dal 7 al 10 maggio 2020)[22]

## Hockey su ghiaccio

### Eventi annullati
- Campionato mondiale di hockey su ghiaccio femminile 2020,  Halifax e Truro
- Campionato mondiale di hockey su ghiaccio maschile 2020,  Losanna e Zurigo

## Judo
- 19 - 21 novembre: Campionati europei di judo 2020,  Praga
- 26 - 29 novembre: Campionati asiatico-pacifici di judo 2020,  Ulan Bator
- 28 - 30 novembre: Campionati africani di judo 2020,  Casablanca

## Karate

### Eventi annullati
- Campionati europei di karate 2020,  Baku (inizialmente previsti dal 25 al 29 marzo 2020)[23]

## Lotta
- 10 - 16 febbraio: Campionati europei di lotta 2020,  Roma
- 18 - 23 febbraio: Campionati asiatici di lotta 2020,  Nuova Delhi

## Nuoto

### Eventi rinviati al 2021
- Campionati mondiali di nuoto in vasca corta 2021,  Abu Dhabi (precedentemente previsti dal 15 al 20 dicembre 2020)[24]

## Pallamano
- 9 - 26 gennaio: Campionato europeo maschile di pallamano 2020,  Austria,  Norvegia e  Svezia
- 3 - 20 dicembre: Campionato europeo femminile di pallamano 2020,  Danimarca e  Norvegia

## Pallanuoto
- 12 novembre 2019 - 28 giugno: FINA Water Polo World League 2020 (maschile)
- 12 novembre 2019 - 14 giugno: FINA Water Polo World League 2020 (femminile)
- 12 - 25 gennaio: Campionato europeo di pallanuoto 2020 (femminile),  Budapest
- 14 - 26 gennaio: Campionato europeo di pallanuoto 2020 (maschile),  Budapest

## Pallavolo

### Eventi annullati
- 19 maggio - 5 luglio: Volleyball Nations League di pallavolo femminile 2020
- 22 maggio - 5 luglio: Volleyball Nations League di pallavolo maschile 2020

## Pattinaggio

### Pattinaggio di figura
- 20 - 26 gennaio: Campionati europei di pattinaggio di figura 2020,  Graz
- 4 - 9 febbraio: Campionati dei Quattro continenti di pattinaggio di figura 2020,  Seul

#### Eventi annullati
- Campionati mondiali di pattinaggio di figura 2020,  Montréal  (inizialmente previsti dal 16 al 22 marzo)[25]

### Pattinaggio di velocità
- 10 - 12 gennaio: Campionati europei di pattinaggio di velocità 2020,  Heerenveen
- 13 - 16 febbraio: Campionati mondiali di pattinaggio di velocità su distanza singola 2020,  Salt Lake City
- 28 - 29 febbraio: Campionati mondiali di pattinaggio di velocità sprint 2020,  Hamar
- 29 febbraio - 1º marzo: Campionati mondiali completi di pattinaggio di velocità 2020,  Hamar

### Short track
- 24 - 26 gennaio: Campionati europei di short track 2020,  Debrecen

#### Eventi annullati
- Campionati mondiali di short track 2020,  Seul (inizialmente previsti dal 13 al 15 marzo)[25]

## Rugby a 15
- 1º febbraio - 31 ottobre: Sei Nazioni 2020
- 2 febbraio - 5 dicembre: Sei Nazioni femminile 2020
- 31 ottobre - 5 dicembre: Tri Nations 2020

## Scherma
- 24 - 26 gennaio: Campionati del mediterraneo di scherma, Tunisi,  Tunisia
- 22 - 26 febbraio: Europei cadetti di scherma, Parenzo,  Croazia
- 27 febbraio - 2 marzo: Europei juniores di scherma, Parenzo,  Croazia

### Eventi annullati
- Campionato europeo di scherma 2020,  Minsk (inizialmente previsto dal 16 al 21 giugno 2020)[26]

## Sci

### Biathlon
- 30 novembre 2019 - 22 marzo: Coppa del Mondo di biathlon 2020
- 23 gennaio - 2 febbraio: Campionati mondiali juniores di biathlon 2020,  Lenzerheide
- 12 - 23 febbraio: Campionati mondiali di biathlon 2020,  Rasun-Anterselva
- 24 febbraio - 1º marzo: Campionati europei di biathlon 2020,  Otepää

### Combinata nordica
- 29 novembre 2019 - 15 marzo: Coppa del Mondo di combinata nordica 2020

### Salto con gli sci
- 23 novembre 2019 - 15 marzo: Coppa del Mondo di salto con gli sci 2020
- 11 - 13 dicembre: Campionati mondiali di volo con gli sci 2020,  Planica

### Sci alpino
- 26 ottobre 2019 - 22 marzo: Coppa del Mondo di sci alpino 2020
- 19 novembre 2019 - 24 marzo: Nor-Am Cup 2020
- 29 novembre 2019 - 22 marzo: Coppa Europa di sci alpino 2020
- 5 - 14 marzo: Campionati mondiali juniores di sci alpino 2020,  Narvik

### Sci nordico
- 29 novembre 2019 - 22 marzo: Coppa del Mondo di sci di fondo 2020
- 28 dicembre 2019 - 5 gennaio: Tour de Ski 2019-2020
- 28 febbraio - 8 marzo: Campionati mondiali juniores di sci nordico 2020,  Oberwiesenthal

## Skeleton
- 20 novembre 2019 - 7 gennaio: Coppa Nordamericana di skeleton 2020
- 23 novembre 2019 - 1º febbraio: Coppa Intercontinentale di skeleton 2020
- 7 dicembre 2019 - 16 febbraio: Coppa del Mondo di skeleton 2020
- 8 dicembre 2019 - 25 gennaio: Coppa Europa di skeleton 2020
- 25 gennaio: Campionati europei juniores di skeleton 2020,  Altenberg
- 8 - 9 febbraio: Campionati mondiali juniores di skeleton 2020,  Winterberg
- 15 - 16 febbraio: Campionati europei di skeleton 2020,  Sigulda
- 27 febbraio - 1º marzo: Campionati mondiali di skeleton 2020,  Altenberg

## Slittino
- 23 novembre 2019 - 1º marzo: Coppa del Mondo di slittino 2020
- 30 novembre 2019 - 1º febbraio: Coppa del Mondo juniores di slittino 2020
- 13 - 14 dicembre 2019[27]: Campionati pacifico-americani di slittino 2020,  Whistler
- 18 - 19 gennaio: Campionati europei di slittino 2020,  Lillehammer
- 18 - 19 gennaio: Campionati europei under 23 di slittino 2020,  Lillehammer
- 31 gennaio - 2 febbraio: Campionati europei juniores di slittino 2020,  Winterberg
- 14 - 16 febbraio: Campionati mondiali di slittino 2020,  Soči
- 15 - 16 febbraio: Campionati mondiali under 23 di slittino 2020,  Soči
- 21 - 22 febbraio: Campionati mondiali juniores di slittino 2020,  Oberhof

## Snooker
- 12 - 19 gennaio: The Masters 2020,  Londra
- 31 luglio - 16 agosto: Campionato mondiale di snooker 2020,  Sheffield
- 24 novembre - 6 dicembre: UK Championship 2020,  York

## Snowboard
- 24 agosto 2019 - 13 marzo: Coppa del Mondo di snowboard 2020

## Sollevamento pesi

### Eventi rinviati al 2021
- Campionati europei di sollevamento pesi 2021,  Mosca (precedentemente previsti dal 4 al 12 aprile 2020)[28]

## Sport motoristici

### Automobilismo
- 1º settembre 2019 - 14 giugno: Campionato del mondo endurance 2019-2020
- 22 novembre 2019 - 26 luglio: Campionato di Formula E 2019-2020
- 23 gennaio - 22 novembre: Campionato del mondo rally 2020
- 15 marzo - 29 novembre: Campionato mondiale di Formula 1 2020
- 21 marzo - 29 novembre: Campionato FIA di Formula 2 2020
- 21 marzo - 27 settembre: Campionato FIA di Formula 3 2020
- 21 agosto - 8 novembre: TCR Europe Touring Car Series 2020
- 22 agosto - 18 ottobre: Campionato del mondo rallycross 2020
- 13 settembre - 15 novembre: WTCR 2020

### Motociclismo
- 29 febbraio – 11 ottobre: Campionato mondiale Superbike 2020
- 1º marzo – 20 settembre: Campionato mondiale di motocross 2020
- 1º marzo – 11 ottobre: Campionato mondiale Supersport 2020
- 8 marzo – 15 novembre: Motomondiale 2020

### Automobilismo e motociclismo
- 5 - 17 gennaio: Rally Dakar 2020,  Arabia Saudita

## Taekwondo

### Eventi annullati
- Campionato europeo di taekwondo 2020,  Belgrado

## Tennis
- 20 gennaio - 2 febbraio: Australian Open 2020,  Melbourne
- 24 maggio - 7 giugno: Open di Francia 2020,  Parigi
- 29 giugno - 12 luglio: Torneo di Wimbledon 2020,  Londra
- 31 agosto - 13 settembre: US Open 2020,  New York

## Manifestazioni multisportive
- 9 - 22 gennaio: III Giochi olimpici giovanili invernali,  Losanna

I Giochi della XXXII Olimpiade si sarebbero dovuti tenere a Tokyo dal 25 luglio al 9 agosto 2020, ma a causa della pandemia di COVID-19 sono stati rinviati al 2021, nel periodo dal 23 luglio all'8 agosto. La stessa sorte è toccata anche ai XVI Giochi paralimpici estivi, previsti inizialmente per il 25 agosto – 6 settembre e rinviati al 2021.